# Brisbane Roar Football Club
O Brisbane Roar Football Club é um clube de futebol da cidade de Brisbane, na Austrália, fundado em 2005.

## História
O Brisbane RFC compete na principal competição do país, a A-League, sob licença da Federação Australiana de Futebol.
O clube foi formado em 1957 como Hollandia-Inala, e tornou-se Lions de Brisbane, antes de se transferir para o Queensland Roar, jogando com esse nome desde a temporada inaugural de 2005-2006 da A-League até a temporada 2008-09. Desde que ingressou na A-League, o clube venceu duas campeonatos da Premierships, três campeonatos e competiu em quatro competições da Liga dos Campeões da AFC, com uma quinta participação marcada para a temporada 2017/2018.
O Brisbane Roar detém o recorde de maior invencibilidade no nível mais alto de qualquer campeonato australiano de futebol, que é de 36 partidas sem derrota.
O clube joga em casa no Suncorp Stadium , um local multiuso de 52.500 lugares em Milton, com o treinamento da equipe First em Ballymore Stadium, que também hospeda a equipe administrativa do clube. No início de 2018, o clube será transferido para um Centro de Excelência de US $ 9 milhões em Logan, que receberá treinamento, ciência esportiva e instalações médicas para a equipe da Liga, equipe da Liga Mundial e mais 16 equipes de desenvolvimento de jovens; o novo CoE também receberá a equipe administrativa do clube. 
O time de juniores compete na Liga Nacional da Juventude e as equipe feminina compete na W-League. A partir de 2014, as equipes de jovens e mulheres também competem no NPL Queensland para manter a forma física e desenvolver suas habilidades. A equipe de juniores compete na divisão masculina sênior, enquanto a equipe feminina compete na divisão de meninos do U15. Os jogos de jovens e mulheres são disputados em vários locais em Brisbane, incluindo o Parque Goodwin, o QSAC, o AJ Kelly Park, o Perry Park e ocasionalmente o Suncorp Stadium.

## Títulos
| Nacionais | Nacionais        | Nacionais | Nacionais                 |
| Troféu    | Competição       | Títulos   | Temporadas                |
| --------- | ---------------- | --------- | ------------------------- |
|           | A-league         | 3         | 2010-11, 2011-12, 2013-14 |
| TOTAL     |                  |           |                           |
|           | Títulos oficiais | 3         | 3 Nacionais               |